# یواس‌اس گیلفرد (ای‌پی‌ای-۱۱۲)

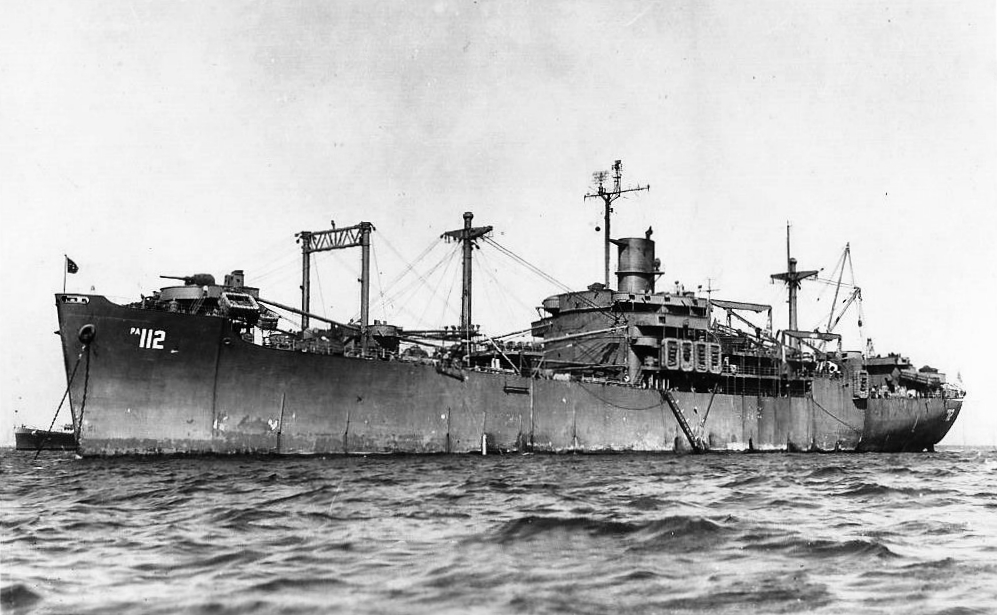
یواس اس گیلفرد (ای پی ای 122)

یواس‌اس گیلفرد، (ای‌پی‌ای-۱۱۲) (به انگلیسی: USS Guilford (APA-112)) یک کشتی بود که طول آن ۴۹۲ فوت ۶ اینچ (۱۵۰٫۱۱ متر) بود. این کشتی در سال ۱۹۴۴ ساخته شد.